# Lamina lucida
 (novembre 2017).
Si vous disposez d'ouvrages ou d'articles de référence ou si vous connaissez des sites web de qualité traitant du thème abordé ici, merci de compléter l'article en donnant les références utiles à sa vérifiabilité et en les liant à la section « Notes et références ».
La lamina lucida, ou lamina rara, fait partie avec la lamina densa et la lamina reticulata des couches de la lame basale. 
Cette couche de la lame basale se situe du côté où se trouve le tissu épithélial.
Elle fait 30nm d'épaisseur et est constituée de laminine.